# Лабрус, Эрнест
Эрне́ст Ками́ль Лабру́с (фр. Ernest Labrousse; 16 марта 1895, Барбезьё — 24 мая 1988, Париж) — французский историк, представитель историографической школы «Анналов».

## Биография
Родился 16 марта 1895 года в Барбезьё (департамент Шаранта), в семье ремесленника.
Он изучал историю в Сорбонне, посещая, главным образом, курс Альфонса Олара. Интересуется политэкономией во время написания своей диссертации в 1913 году. После войны, в 1919 году, он поступает на Факультет права, поскольку тема его диссертации — революционное социальное законодательство времен Великой Французской революции, и ему приходится изменить характер научной работы. Но всё-таки в 1926 году он вновь меняет направление своей работы, возвращаясь к проблемам экономической истории. Таким образом, пройдя путь от политэкономии через право к истории Эрнест Лабрус стал историком с абсолютно уникальной судьбой.
Поздно занявшись историей, Лабрус сыграет весьма значительную роль во французской историографии тем, что — под влиянием Франсуа Симмиана — решит посвятить себя изучению экономической истории. Опубликованная в 1933 году, его работа «Обзор движения цен и доходов во Франции в XVIII веке» привела к необратимому научному перевороту в этой сфере из-за жёстких правил, которые она ввела в исследовательскую методику. Это служит примером и для других областей исторической науки (демографии, социально-культурные явление и т. п.).
Лабруса вряд ли можно назвать полноценным членом школы «Анналов», несмотря на то, что своим назначением на пост директора-исследователя IV секции Высшей школы практических исследований в 1938 году он обязан Марку Блоку. Сменив Марка Блока в Сорбонне после войны (он занимал тогда кафедру социальной и экономической истории), Лабрус публикует в 1944 году свой самый знаменитый труд «Кризис французской экономики в конце старого порядка и накануне революции». В этой работе он убедительно показывает, что история цен неотделима от социальной истории, так как «цена хлеба — это компас фабрик». Эта работа на первый план выдвигает развитие продовольственных кризисов (что было характерно для «старого порядка»), но также исследует их влияние на промышленность.
В 1945—1965 годах профессор; затем почётный профессор Сорбонны (его преемником там стал Пьер Вилар). До 1965 года возглавлял Институт экономической и социальной истории в Сорбонне, был председателем общества по истории Революции 1848 года, представителем Общества робеспьеристских исследований, председателем Международной комиссии по истории социальных движений и социальных структур.
Лабрус всю свою жизнь был убеждённым и активным социалистом. Журналист «Юманите», член Социалистической партии с 1916 года, он присоединяется к ФКП после конгресса в Туре в 1920 году, но возвращается обратно во Французскую секцию II интернационала. Член Объединённой социалистической партии с первой половины 1960-х гг., он окончательно оставляет политическую деятельность в 1967 году, не предавая своих марксистских и социалистических идеалов.